# Helvis de Haifa
Helvis de Haifa (también Aalis, fallecida en 1264) fue la señora de Haifa en el Reino de Jerusalén.
Era la mayor de las cuatro hijas de Rohard II de Haifa y su esposa Eglantine de Nephin. Cuando murió su padre heredó el Señorío de Haifa, aunque el gobierno lo ejercieron sus esposos. Se casó tres veces. Su primer matrimonio fue con Godofredo Poulain, el segundo fue con García Álvarez y el tercero fue con Jean de Valenciennes.
De su primer matrimonio tuvo dos hijos y una hija:
- Gilles, se casó con Margarita de Brie.
- Rohard
- Eglantine, se casó con Anseau de Brie, hermano Margarita de Brie.

Su hijo mayor, Gilles la sucedió en 1264 y se convirtió en señor de Haifa, sin embargo, la ciudad fue capturada al año siguiente por los mamelucos.